# Xysticus spasskyi
Xysticus spasskyi là một loài nhện trong họ Thomisidae.
Loài này thuộc chi Xysticus. Xysticus spasskyi được miêu tả năm 1968 bởi Utochkin.